# 강진아 (가수)
강진아(1988년 7월 8일 ~)는 대한민국의 가수, 작곡가다. 2009년 몽실이 시스터즈 디지털 싱글 앨범 [사랑아]로 데뷔했다.

## 방송
- 슈퍼스타K 1 (2009) - Top22
- 슈퍼스타K 3 (2011) - Top16(13위)

## 음반
- 사랑아... (드리밍 프로젝트 Vol.1) (2009)
- 눈물 뒤에 숨다 (Digital Single) (2010)
- Love Sign (Digital Single) (2010)
- 강진아 1st Single '후회' (2016)
- 강진아 2nd Single_너에게 (2016)

## 작사, 작곡
- 꽃이 예뻐봤자 뭐해 (신용재) (2021)